# Бранко Станковић (новинар)
Бранко Станковић (Ужице, 10. јул 1962) је новинар Радио-телевизије Србије и аутор емисије „Квадратура круга“.

## Биографија
Рођен је 10. јула 1962. године у Ужицу. Ту је завршио основну школу и гимназију на смеру култура и информације. Наставио је студије на новинарском смеру, а усавршавао се на Факултету политичких наука у Сарајеву, а затим на Факултету политичких наука у Београду. Као студент је био сарадник Радио Ужица и листа Вести. Касније је радио као дописник РТС-а за ужички регион. Ожењен је новинарком Славком и има ћерку Ивану. Од 2009. године живи и ради у Београду.
У детињству је тренирао атлетику. Навија за ФК Партизан. Воли природу и познаје 42 врсте печурака. Хоби му је сликарство.
Академија филмске уметности и наука је Бранку Станковићу 2012. године доделила звање академика филмске уметности и наука.

## Документарни филмови
Као сценариста и редитељ направио је 22 документарна филма.
- Чекајући правду
- Зло је било јаче
- Гора на камену
- Пут љубави
- Катуни на камену

## Драме
Аутор је драме „Није него“ и коаутор драме „Бар—Београд вија Пекинг“ које су екранизоване на Радио-телевизији Србије.

## Књиге
- Квадратура круга, Београд, 2011. године.

Књига представља збирку прича из емисије Квадратура круга и у њој се налази 18 од 1274 приче испричане кроз 350 емисија. Промоција књиге у Ужицу одржана је 22. новембра 2011. године у Народној библиотеци.

## Награде
Добитник је бројних домаћих и међународних награда за филмско и телевизијско стваралаштво. Важи за најнаграђиванијег новинара у РТС-у.
- „Сребрна маслина“ у категорији документарног филма, за филм „Чекајући правду“ и специјално признање међународног жирија „Златни запис“, додељено Бранку Станковићу, 3. новембра 2001. године на Међународном телевизијском Фестивалу у Бару.[7][а]
- Награда за новинарску храброст „Милан Пантић“ коју додељују Вечерње новости, додељена 11. јуна 2009. године у Народној библиотеци у Јагодини.[8]
- „Сребрна повеља“ за ТВ репортажу, за причу о Мостару, 2010. године у Сомбору.[9]
- Награда „Иван Марковић“ за емисију Квадратура круга о Четвртој бригади Копнене војске, додељена 23. јануара 2012. године у великој сали Дома Војске Србије.[10][б]
- „Видовдански витез“ за културу, додељена 22. јуна 2013. године у библиотеци „Љубиша Р. Ђенић“ у Чајетини.[11]
- Диплома ИНТЕРФЕРА „Златна Ника“ за филм „Зло је било јаче“, додељена 20. октобра 2013. године у Апатину.[12]
- Награда за новинарску хуманост „Ђоко Вјештица“ коју додељује Удружење новинара Србије, додељена 25. октобра 2013. године у Београду.[13]
- „Златна значка“, додељена 20. новембра 2013. године на сцени „Раша Плаовић“ Народног позоришта у Београду.[14][15]
- Гран при за најбољи филм фестивала на Међународном фестивалу документарног филма „Златна буклија“, 2013. године у Великој Плани.[16]
- Гран при Фестивала „Златни пастир“ за филм „Гора на камену“, 6. августа 2015. године у Кучеву.[17]
- Диплома за филм „Зло је било јаче“ на 24. Филмском фестивалу „Златни витез“ 2015. године у Севастопољу.[18]
- „Бронзани витез“ на Фестивалу документарног филма у Москви за филм „Пут љубави“.[19]
- Награда „Лаза Костић” за репортажу „Дубина злочина” коју додељује Удружење новинара Србије, додељена 22. децембра 2015. године у Београду.[20]
- Гран при за режију филма „Дубина злочина” на 11. Међународном фестивалу документарног филма „Златна буклија”, додељена 29. априла 2016. године у Великој Плани.[21]